# Peter Shor
Peter Williston Shor (New York, 14 agosto 1959) è un informatico teorico statunitense, noto per i contributi al calcolo quantistico. In particolare nel 1994, mentre lavorava ai Bell Laboratories, ha inventato quello che oggi è noto come algoritmo di fattorizzazione di Shor.

## Biografia
Nel 1981 ha ricevuto il B.S. in matematica dal Caltech e nel 1985 presso il MIT ha conseguito il Ph.D. in matematica applicata con una tesi sull'analisi probabilistica degli algoritmi di bin-packing sotto la supervisione di Tom Leighton. Dopo un anno passato all'Università di Berkeley in California, è entrato nei Bell Laboratories.
Ha conseguito il Premio Nevanlinna nel 1994, la MacArthur Fellowship e il premio Gödel nel 1999. 
Dal 2003 è professore di matematica applicata presso il MIT di Boston ed è affiliato con il CSAIL.